# Carex austrocaroliniana
Carex austrocaroliniana är en halvgräsart som beskrevs av Liberty Hyde Bailey. Carex austrocaroliniana ingår i släktet starrar, och familjen halvgräs. Inga underarter finns listade i Catalogue of Life.